# Cinque putti che giocano
Il disegno di Andrea del Verrocchio Cinque putti che giocano è al cabinet des Dessins del museo del Louvre. 

## Storia e descrizione
Il foglio - di contenute dimensioni, misura 21x18,3 cm, su carta bianca - contiene due disegni: sul recto presenta gli schizzi Cinque putti che giocano, e sul verso i rapidi schizzi Quattro putti in varie pose, con una scritta all'angolo inferiore sinistro (che appare coeva), contenente questo epigramma burlesco:

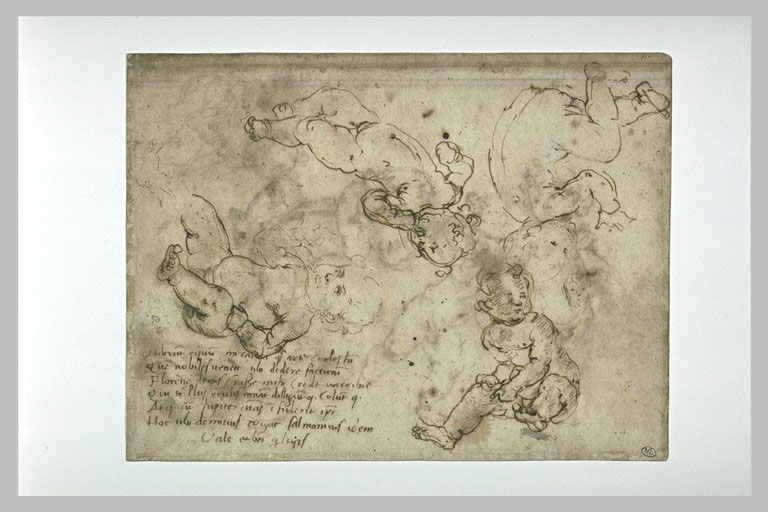
Andrea Verrocchio, Cinque putti che giocano (verso)

Quem nobiles Veneti tibi dedere facturum,
 
Florentiae decus crasse mihi crede, Varochie,
 
Qui te plus oculis amant diliguntque coluntque
 
Atque cum Juppiter animas infunderit ipsi
 
Hoc tibi Dominus rogat Salmonicus idem
 
Vale et bene qui legis»
La trascrizione dell'epigramma, ad opera di M. de Chennevières, apparve sulla Gazzetta di Belle Arti, 1879, p. 516.
Berenson ha riferito queste testine di putti a vari dipinti: uno del putti somiglia al Bambino della terracotta di Verrocchio Madonna con Bambino che è al Museo del Bargello, un altro ha la stessa posa del Bambino nella Vergine delle Rocce di Leonardo, un terzo assomiglia al Bambino della Madonna di Verrocchio che è alla National Gallery di Londra.
I corpicini dei putti, delineati con pochi segni rapidi, appaiono morbidi come spuma e sembrano cedevoli al tatto.